# Wiedemannia beckeri
Wiedemannia beckeri är en tvåvingeart som först beskrevs av Josef Mik 1889.  Wiedemannia beckeri ingår i släktet Wiedemannia och familjen dansflugor. Inga underarter finns listade i Catalogue of Life.